# A Single Sunbeam
A Single Sunbeam ist ein Jazzalbum von Daniel Herskedal. Die im Herbst 2023 in Norwegen entstandenen Aufnahmen erschienen am 1. März 2024 auf Edition Records.

## Hintergrund
Der norwegische Tubist Daniel Herskedal sei vor fast zwei Jahrzehnten aus der lebhaften Jazzszene seiner Heimat hervorgetreten, doch von Anfang an schien es sicher, dass seine musikalische Vision nicht durch eine einzige Tradition begrenzt werden konnte, schrieb Peter Margasak. Die meisten seiner vielfältigen Interessen vereinen sich auf seinem Album A Single Sunbeam, wo seine überspielte Tuba und Basstrompete ein dichtes, üppiges Timbre erzeugen. Herskedal hat für das Album den Geiger Ola Kvernberg, den Schlagzeuger Helge Andreas Norbakken und die Sängerin Marja Mortensson hinzugezogen. Letztere ist Mitglied der samischen Gemeinschaft Norwegens und beherrscht die Joik-Musiktradition ihrer Ethnie, die sie im Kontext der Ambient-Musik neu gestaltet.

## Titelliste
- Daniel Herskedal, A Single Sunbeam (Edition Records)

1. To Render Ii Paint 3:26
2. Eclipse Cycles 5:02
3. Two Shades 4:10
4. Light a Candle 3:30
5. A Single Sunbeam 4:56
6. Tunnel 5:33
7. Between Science and Superstition 5:06
8. Your Inner Shadow 5:41

Die Kompositionen stammen von Daniel Herskedal.

## Rezeption
Herskedal begnüge sich damit, die Formen seiner Melodien mit kräftigen Blechbläserarrangements zu skizzieren und verzichte auf Soli zugunsten subtil aufgewühlter Linien, die sich durch leise sich entwickelnde Farben auszeichnen, obwohl seine ausführliche Einleitung im Titelstück keinen Zweifel daran lässt, dass er problemlos spontane Konstruktionen von großer Tiefe hervorrufen kann, schrieb Peter Margasak in Daily Bandcamp. Kvernberg würde einen gedämpften, aber körnigen Kontrapunkt liefern und Linien spielen, die entweder von den Blechbläsern gespeist werden oder diese mit kontrapunktischer Beweglichkeit kreuzen. Nicht weniger wichtig sei das klappernde, fast rituelle Trommeln Norbakkens, der zuvor mit Mari Boine zusammengearbeitet hat – ein offensichtlicher Vorläufer von Mortenssons stilübergreifendem Ansatz. Seine Beats ohne Becken sorgten für erschütternde Tiefe und schroffen Vortrieb, der eher an Donner als an Percussion erinnert. Letztlich scheint die Musik ebenso aus dem Äther zu stammen wie die menschliche Vorstellungskraft.
Der Gesamtton dürfte den Hörern seiner früheren Aufnahmen noch bekannt sein, die sich in der Regel um eine Kombination aus Blechbläsern, Piano, Schlagzeug und Streichern drehten, meinte Geno Thackar in All About Jazz. Anstelle des Klaviers gebe eshier durch einen bezaubernden, wortlosen Gesang von Marja Mortensson, der dem Geschehen einen zusätzlichen Hauch von Jenseitigkeit verleiht. Ihr schwungvoller Gesang sei nicht immer leicht von Ola Kvernbergs Violine zu unterscheiden, aber diese Stücke seien so arrangiert, dass alle Elemente bereits zu einem wunderbar natürlichen Ganzen mit dezenten Schattierungen verschmelzen würden.
A Single Sunbeam sei (wie bereits Herskedals Soloalbum Call for Winter) der winterlichen, dunklen Jahreszeit gewidmet, stellte Jan Paersch in seiner Besprechung in Jazz thing fest. Der Kehlgesang von Marja Mortensson füge der Basspoesie des Bandleaders „eine unwirkliche, im besten Sinne fremdartige Note hinzu.“ Insbesondere der Titel „Tunnel“ sei dank der Pizzicatovioline von Ola Kvernberg und feinsinniger Perkussion von Helge Norbakken sowie raffiniert übereinander geschichteter Bläser in Kombination mit gutturalem Gesang ein kleines Meisterwerk. Die Produktion sei warm und gedämpft, als wate man durch dicken Novembernebel.